# Sette opere di Misericordia
Le Sette opere della Misericordia, o anche più propriamente la Madonna della Misericordia, è un dipinto olio su tela (390×260 cm) compiuto nel 1606-1607 da Caravaggio e conservato presso il Pio Monte della Misericordia di Napoli.
Si tratta della prima opera realizzata dal pittore una volta giunto a Napoli. La tela ebbe una notevole influenza su tutta la pittura napoletana del Seicento, ancora legata ai canoni del manierismo, al punto di condizionare una parte della coeva generazione di pittori nonché quella degli anni successivi, legati tra loro dall'appartenenza alla peculiare corrente artistica del caravaggismo napoletano.

## Storia

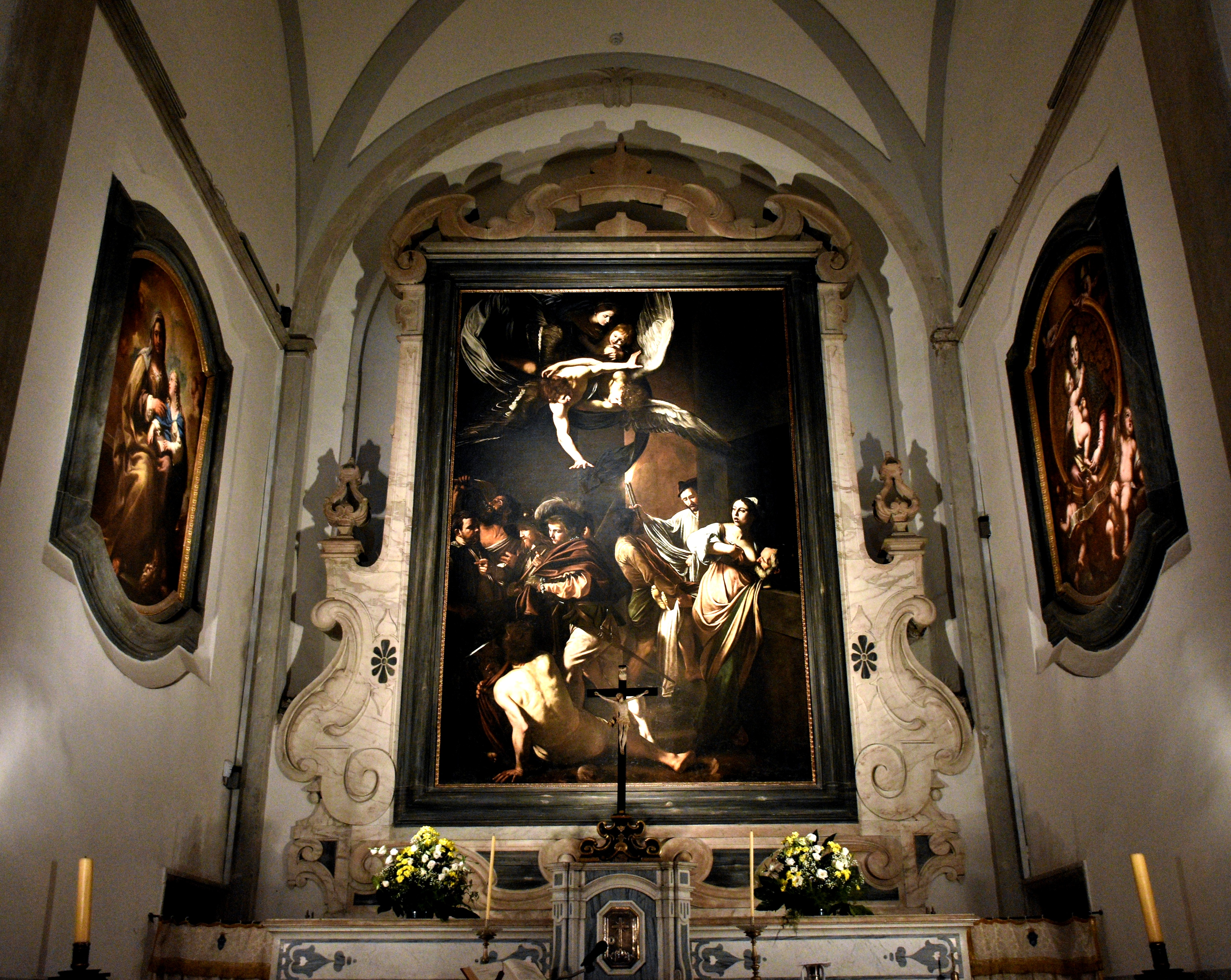
Vista d'insieme dell'altare maggiore dov'è la tela

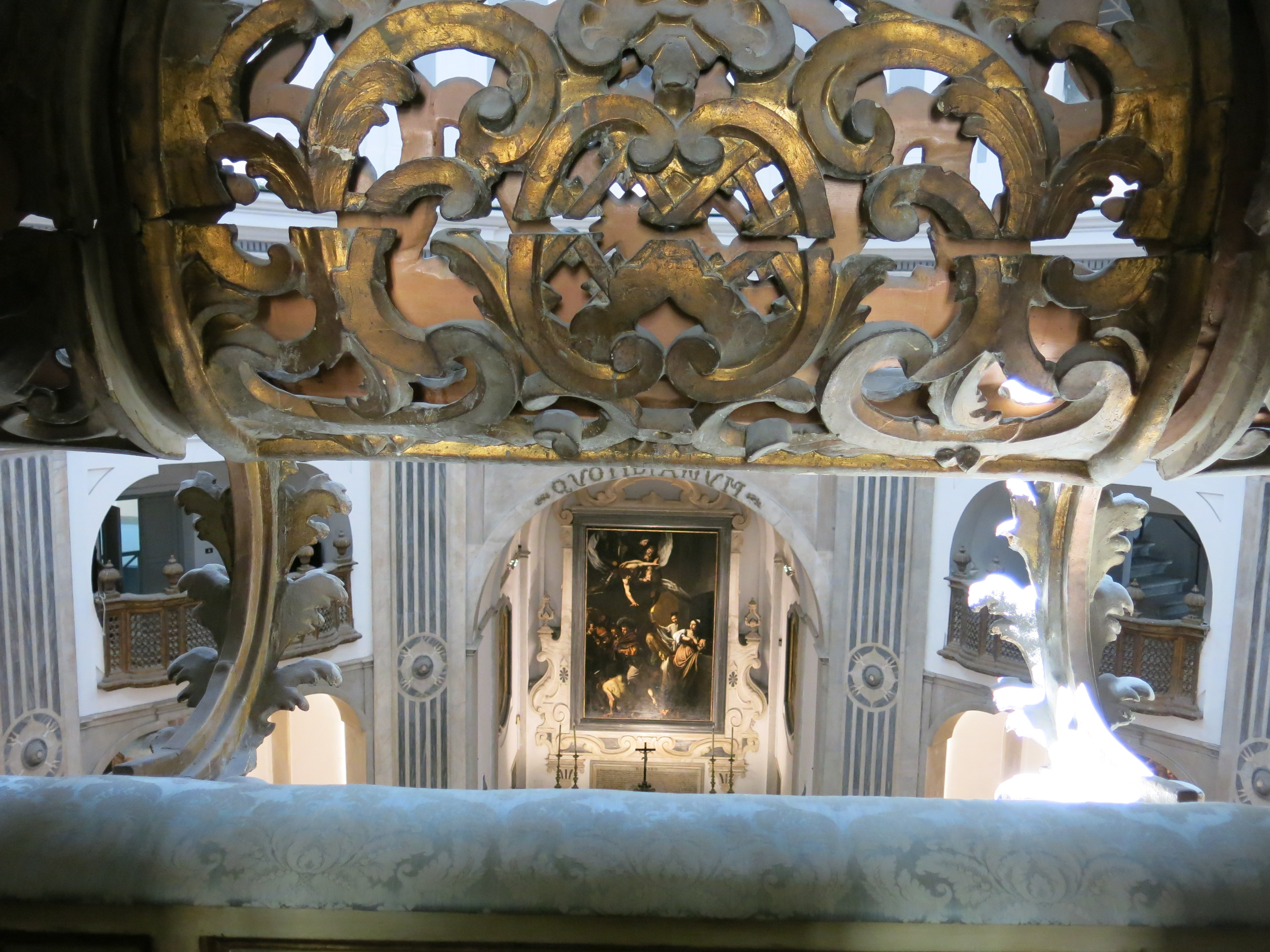
Vista della tela dal balconcino a grate della sala del Coretto del palazzo

Non si sa come la Congregazione del Pio Monte sia entrata in contatto con Caravaggio e perché la commessa sia stata proprio a lui. 
Tra le varie ipotesi plausibili circa la storia della commessa vi è quella che vede l'intercessione di Luigi Carafa, nobile figlio di Giovanna Colonna, colei che protesse la fuga di Caravaggio da Roma a Napoli. Altra ipotesi è quella che vede invece la commessa di Giovanni Battista Manso, all'epoca tra i fondatori del Pio Monte e anch'egli legato alla famiglia Colonna.
Di certo si sa che il pittore, protetto dalla famiglia Colonna per l'omicidio Tommassoni, che lo nascose nei propri i feudi di famiglia a Zagarolo e Paliano, era già particolarmente noto negli ambienti locali prima di giungere in città.
La necessità dell'istituzione benefica era quella di trovare un'opera che sintetizzasse tutte e sette le opere di misericordia corporali: Dar da mangiare agli affamati, Dar da bere agli assetati, Vestire gli ignudi, Alloggiare i pellegrini, Visitare gli infermi, Visitare i carcerati, Seppellire i morti. La tela, che di fatto fu in ordine cronologico la prima a decorare la chiesa del Pio Monte, non era altro che il primo passaggio di un'intera macchina scenografica che vedeva la realizzazione ad opera degli altri sette altari laterali di altrettanti quadri raffiguranti un singolo evento misericordioso ciascuno, opera di altri artisti.
Il mandato di pagamento effettuato a favore del Caravaggio registra l'elargizione di 370 ducati a saldo dei 400 totali pattuiti, avvenuto il 9 gennaio 1607. Pertanto a quella data l'opera è da considerarsi conclusa e installata sopra l'altare maggiore della chiesa (non l'attuale, ma una precedente poi totalmente rifatta tra il 1653 e il 1678). La tela ebbe sin da subito un tale successo che la stessa Congregazione del Pio Monte stabilì nel 1613 che il dipinto non potesse "essere venduto ad alcun prezzo" e che dovesse "essere sempre conservato nella suddetta chiesa". Inoltre la Congregazione vincolò la tela da qualsiasi tipo di copia, autorizzandone l'esecuzione solo a pochi artisti, tra cui Battistello Caracciolo.
A seguito dei lavori di rifacimento dell'intero complesso, nel palazzo del Pio Monte fu creata un'apertura sulla sala del Coretto che consentisse ai governatori dell'istituzione di poter vedere in qualsiasi momento l'opera, anche dagli ambienti privati e non solo dalla chiesa.
Il dipinto si rivelerà cardine per la pittura in sud Italia e per la pittura italiana in genere. Oltre al motivo pittorico naturalista d'insieme, diversi particolari della scena furono riutilizzati da molti pittori seguaci della maniera caravaggista, come l'uomo di spalle in primo piano e gli angeli svolazzanti in alto.

## Descrizione e stile

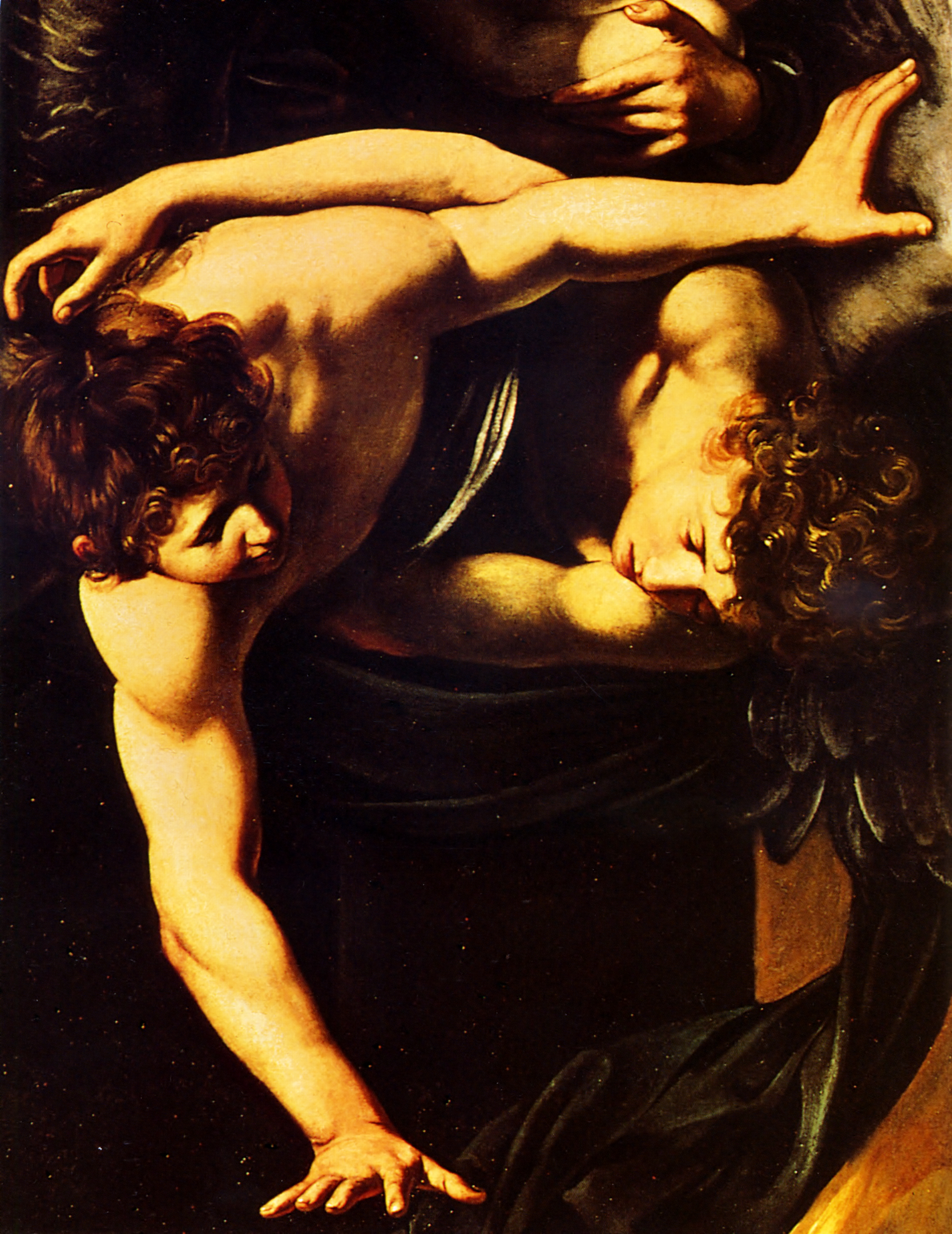
Particolare degli Angeli che fanno la voltatella

L'opera ha quindi una struttura serrata che concentra in una visione d'insieme diversi personaggi, ben quattordici, tant'è che può essere confusa con una semplice scena di genere ambientata in un vicolo popolare di Napoli.
Caravaggio, infatti, proietta tutte le sette le opere di misericordia corporali in un ipotetico scenario cittadino partenopeo, brulicante di vita e di faccende quotidiane. Il pittore decide di rappresentare il complesso tema iconografico delle sette opere di misericordia con distinte scene tratte da temi della Bibbia e della storia romana, in cui "è l'uomo che aiuta l'uomo", senza alcun tipo di intervento divino. Sulla parte superiore del dipinto, dinanzi ai due lenzuoli distesi, la Madonna col Bambino accompagnata da due angeli si manifesta infatti solo per supervisionare le vicende umane che si svolgono nella terra. I personaggi celesti sembrano a prima vista "distanti" da ciò che accade in basso, tuttavia grazie al particolare dell'ombra che le figure proiettano sulla parete della prigione il pittore vuole assegnare anche a loro una presenza concreta e terrena.
Le sette opere di misericordia sono così raffigurate:
1. Dar da mangiare agli affamati: tratto da un episodio della storia romana, è rappresentato dall'episodio di Cimone che, condannato a morte per fame in carcere, fu nutrito dal seno della figlia Pero e per questo fu graziato dai magistrati che fecero erigere nello stesso luogo un tempio dedicato alla Dea Pietà.[1] Sullo stesso luogo fu poi edificata la basilica di San Nicola in Carcere. I due personaggi costruiscono l'iconografia della Caritas romana, di cui risalta il particolare della goccia di latte sulla barba del vecchio che sta bevendo dal seno della figlia,[5] che per il soggetto ritratto fu utilizzato ancora una volta, com'era consuetudine per il Caravaggio, la figura della cortigiana Fillide Melandroni.
2. Dar da bere agli assetati: è rappresentato da un uomo in secondo piano a sinistra che beve da una mascella d'asino, iconografia di Sansone, che nel deserto bevve l'acqua fatta sgorgare miracolosamente dal Signore.[1] Stando al racconto biblico, questa raffigurazione è l'unica che in senso stretto discosta dalle altre, poiché non vede l'intervento dell'uomo in soccorso ad un altro uomo, bensì quello divino.
3. Vestire gli ignudi: è la storia raffigurata dai personaggi posti in primo piano, dov'è una figura di giovane cavaliere, san Martino di Tours, che fa dono del suo mantello ad un uomo dalla posa michelangiolesca visto di spalle e sdraiato a terra.[1] Quest'ultimo secondo la critica pare sia frutto di un modello classico usata dal Caravaggio, alla stregua del Galata morente già in collezione Ludovisi (l'opera tuttavia non poteva essere concretamente quella in quanto la scultura antica fu rinvenuta solo nel 1623).
4. Ospitare i pellegrini: è riassunto da due figure, l'uomo in piedi all'estrema sinistra che indica un punto verso l'esterno della composizione, a mo' di invito al pellegrino, raffigurato come san Giacomo, con l'attributo della conchiglia sul cappello e del bordone in mano (segno del pellegrinaggio a Santiago de Compostela), dietro al quale si scoverebbe un terzo personaggio, probabilmente pellegrino anch'egli, che si evince dalla presenza del solo orecchio che esce dal buio dello sfondo.[1]
5. Curare gli infermi: allo stesso santo dell'opera di vestire gli ignudi è legata la figura dello storpio in basso nell'angolo più buio a sinistra della scena, disteso e con le mani congiunte in preghiera che chiede aiuto a Martino di Tours, anche questo un riferimento alla sua agiografia.[1]
6. Visitare i carcerati: tratto da un episodio della storia romana, l'opera misericordiosa viene raccontata dagli stessi personaggi di quella di dar da mangiare agli affamati, con Pero che fa visita in carcere al padre, Cimone.[1]
7. Seppellire i morti: è raffigurato sulla destra in secondo piano con il trasporto di un cadavere, di cui si vedono solo i piedi lividi, da parte di un portatore mentre un diacono che regge la fiaccola fa luce sul percorso.[1]

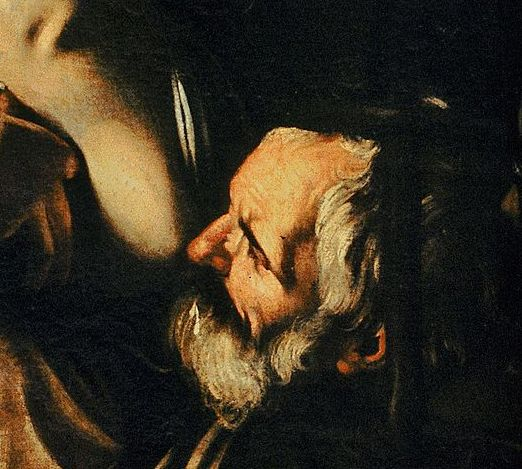
Dar da mangiare agli affamati
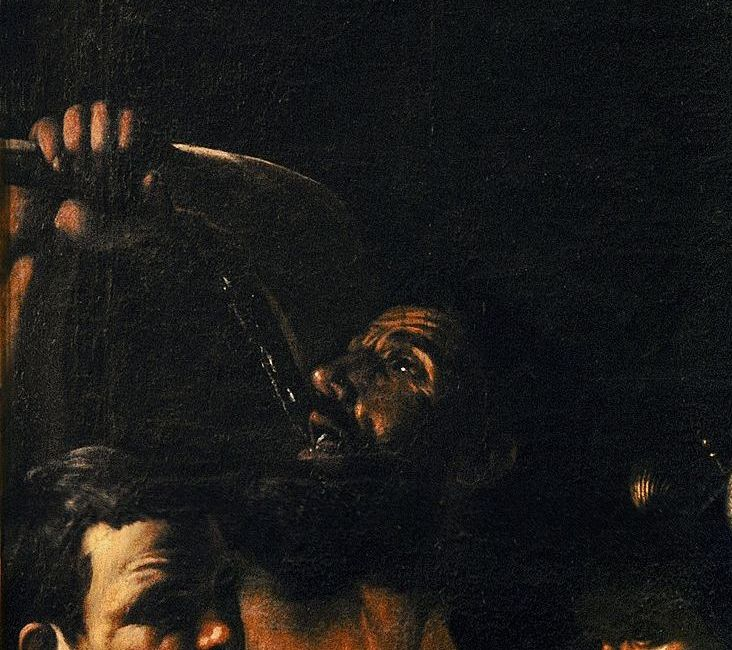
Dar da bere agli assetati
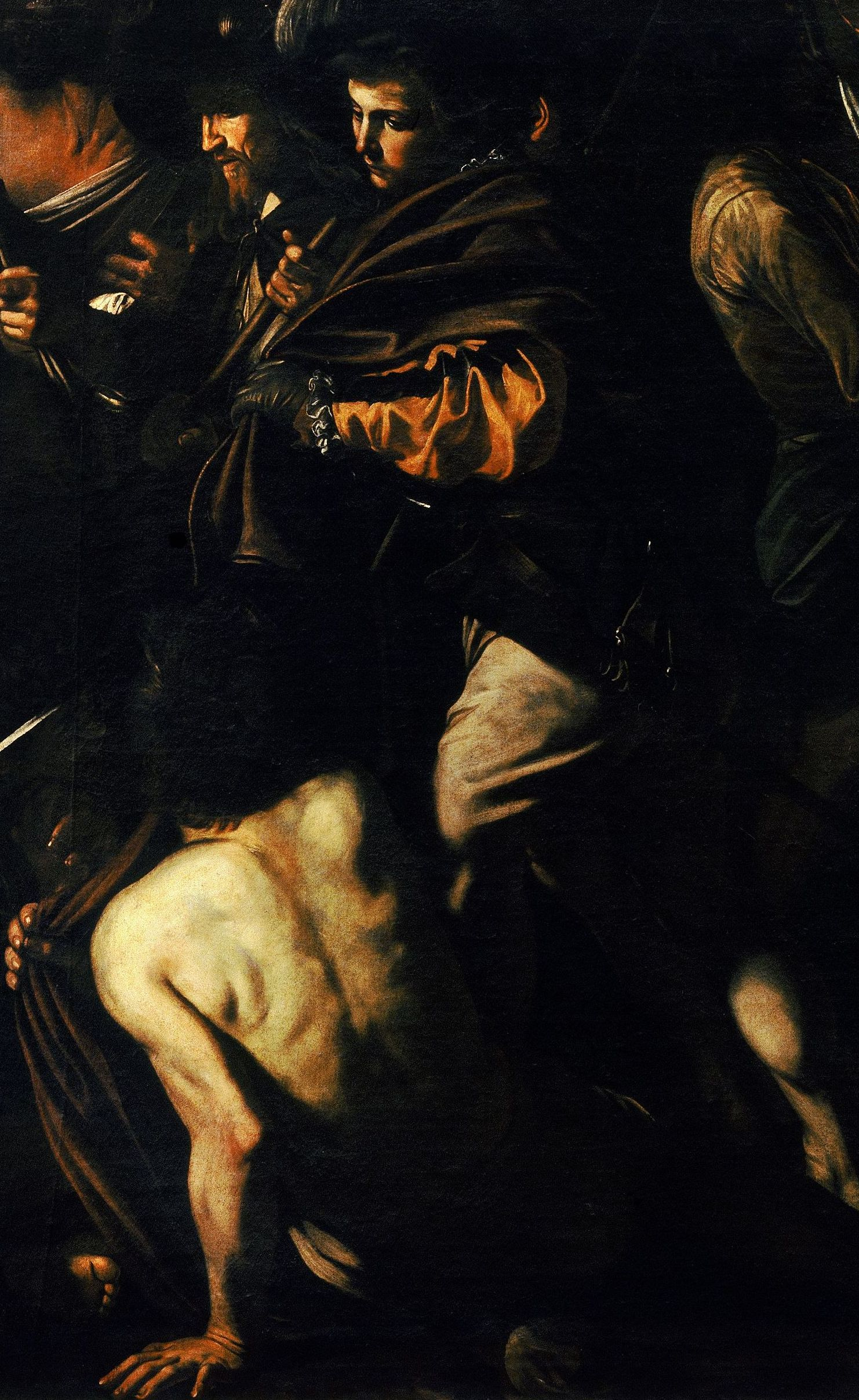
Vestire gli ignudi
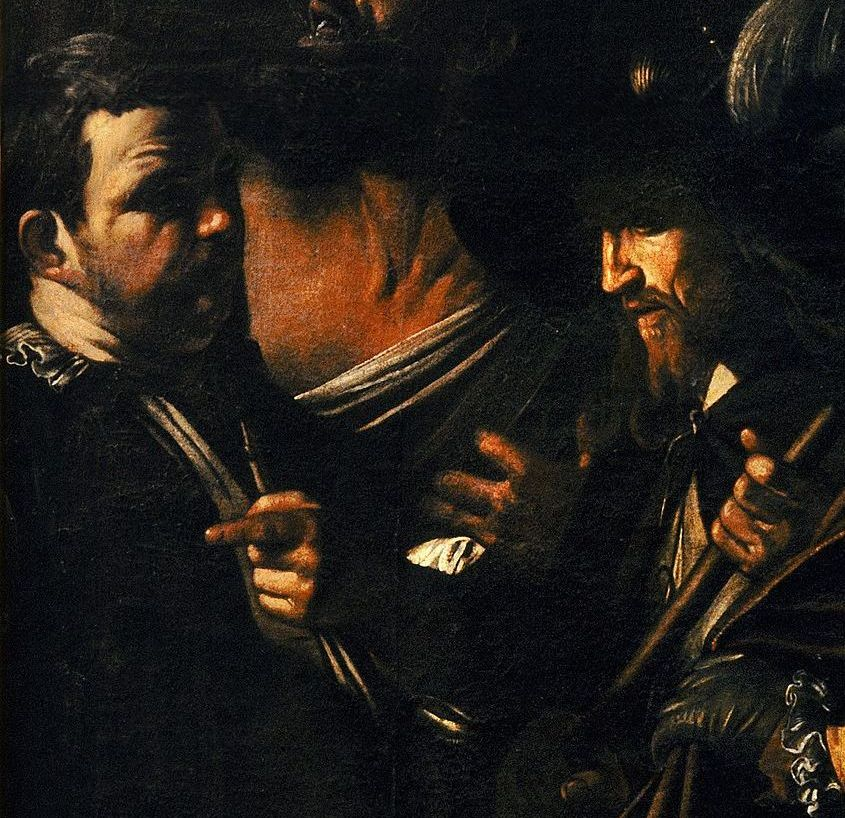
Ospitare i pellegrini
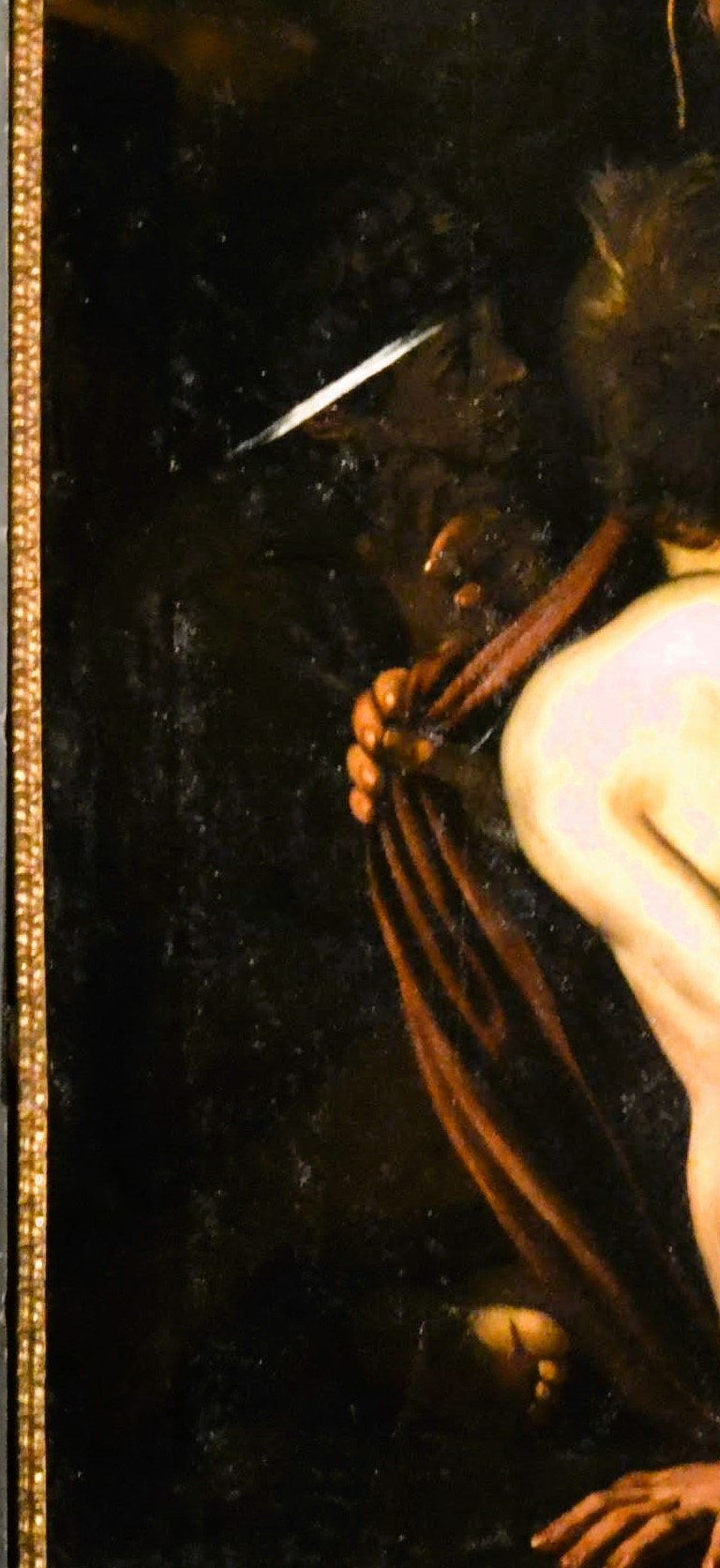
Curare gli infermi
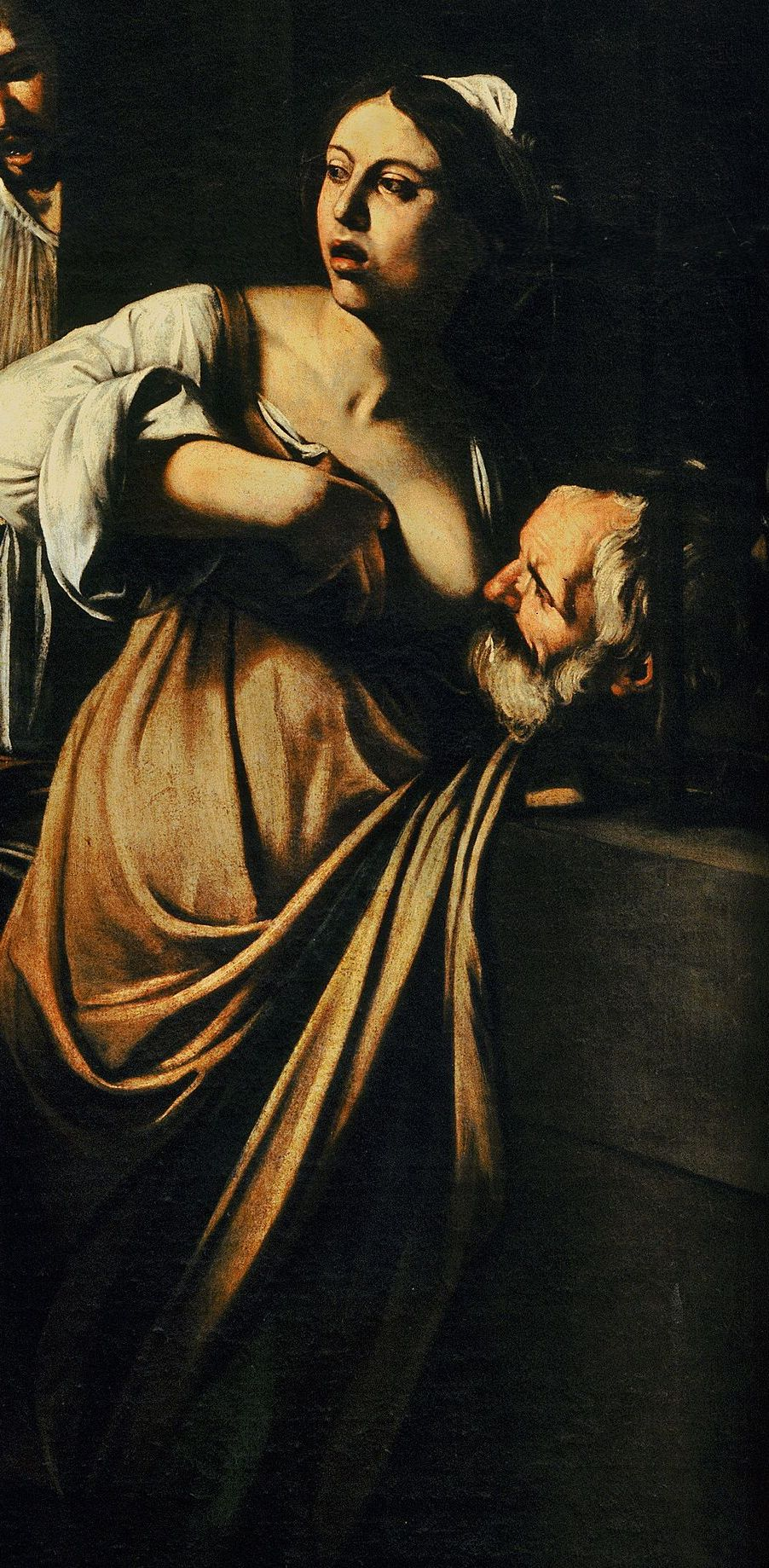
Visitare i carcerati
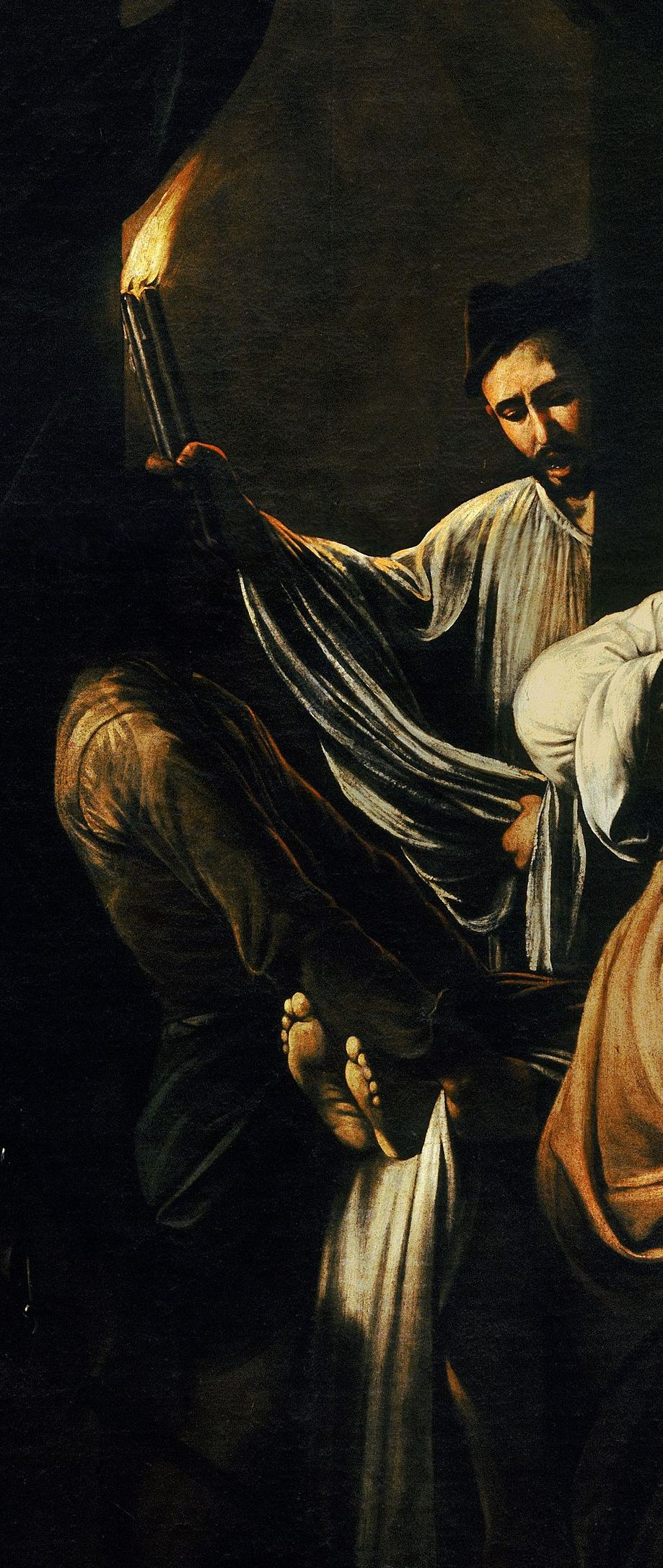
Seppellire i morti

Alcuni elementi e personaggi inseriti nella scenografia rimandano a virtù: Pero rimanda alla virtù teologale della Carità, Cimone a quella della Temperanza, la fiaccola del diacono rimanda alla virtù teologale della Fede, Sansone a quella cardinale della Fortezza, la spada di san Martino a quella della Giustizia, mentre i due uomini aiutati dallo stesso santo (il nudo e l'infermo) rimandano invece alla virtù cardinale della Speranza, quella della Prudenza, infine, è espressa dall'oste, che indica la strada del riparo al pellegrino solo dopo che questi è stato riconosciuto tramite i suoi simboli (conchiglia e bordone).
Stilisticamente il dipinto si avvicina alle ultime pitture di Caravaggio a Roma (in particolare ricorda il Martirio di san Matteo per la soluzione compositiva di un gruppo di figure variamente atteggiate che si dispongono lungo delle direttrici a raggiera) ma si differenzia per l'utilizzo di una luce che scolpisce le forme attraverso un chiaroscuro più netto e frantumato e per una composizione più drammatica e concitata, non esistendo più un fulcro centrale dell'azione.

## Fortuna critica

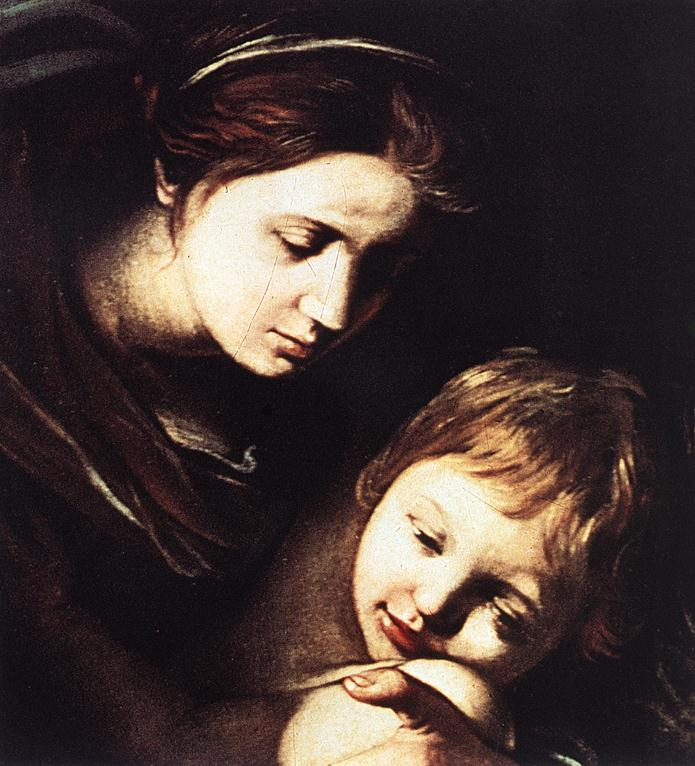
Particolare della Madonna col Bambino

La storia critica del dipinto è un esempio di quanto la pittura di Caravaggio sia stata soggetta a fraintendimenti e letture fuorvianti. Uno dei luoghi comuni più frequenti è quello del pittore che coscientemente tradisce le volontà e le esigenze di rappresentazione dei committenti per dipingere scene di strada e popolaresche senza altre finalità.
Bernard Berenson nel 1951 commentò la tela con accezione negativa: «Cosa dire di una composizione come Le Sette Opere di Misericordia dove ci vengono presentati i soli piedi di un cadavere portato a seppellire, una giovane isterica che offre il petto a un vecchio, alcune figure giorgionesche occupate in indecifrabili attività, e un uomo – c'è da supporre un medico – che guarda in controluce il contenuto di un bicchiere?».
Nello stesso anno la chiave di lettura delle opere del Merisi cambiò repentinamente rotta grazie a Roberto Longhi che nella mostra da lui curata "Caravaggio e i caravaggeschi" diede rilancio a tutto il movimento artistico naturalista. Per l'evento lo storico dell'arte utilizzò come immagine di locandina il dettaglio della Madonna col Bambino della tela del Pio Monte, particolarmente apprezzato dallo storico così come tutta l'opera in generale, per la quale spese parole di importante elogio: «La camera scura è trovata all'imbrunire, in un quadrivio napoletano sotto il volo degli angeli lazzari che fanno la "voltatella" all'altezza dei primi piani, nello sgocciolio delle lenzuola lavate alla peggio e sventolanti a festone sotto la finestra da cui ora si affaccia una "nostra donna col bambino", belli entrambi come un Raffaello "senza seggiola" [riferito alla Madonna della Seggiola] perché ripresi dalla verità nuda di Forcella o di Pizzofalcone.».
Gli studi di Maurizio Calvesi hanno riletto le opere del Merisi evidenziando nel caso di questo dipinto napoletano la vicinanza allo spirito del Catechismo redatto dal Cardinale Roberto Bellarmino del 1597, che seguendo la corrente pauperista in seno alla Chiesa della Controriforma propugnava il ritorno ai valori più puri del Vangelo e di conseguenza la pratica delle opere di Carità come mezzo di espiazione e di elevazione spirituale. In questa direzione va interpretata anche la presenza, in alto, della figura della Madonna col Bambino attorniata da due figure angeliche: non trattandosi di un miracolo, essa alluderebbe al ruolo della Chiesa nella promozione e nella pratica delle opere, lettura questa supportata dal mantello di san Martino, dipinto come una forma elicoidale che, prolungandosi dalla figura di Maria attraverso il braccio proteso dell'angelo, giunge all'ignudo, unendo idealmente beneficatrice e beneficato.
Secondo l'osservazione di John T. Spike, l'angelo sospeso al centro trasmette la grazia che ispira le opere di misericordia. Lo studioso accenna anche all'insolita selezione di Sansone come emblema del “Dar da bere agli assetati”. Diversamente dagli altri personaggi del dipinto e dai membri della Congregazione, l'eroe biblico non sta compiendo un atto di misericordia - è infatti lui stesso ad essere salvato dalla grazia di Dio.
Nello stile di Caravaggio il naturalismo, la scelta di soggetti reali nelle sue pitture e l'alto livello di simbolismo sono condensati in un'unica scena. Il significato morale di fondo è il rapporto speculare tra le opere misericordiose che uomini compiono come avvicinamento a Dio e la misericordia della Grazia che Dio rende agli uomini, un tema che era logico trovare in una pala destinata ad una congregazione, come quella napoletana, dedita a questo tipo di attività assistenziale.
Più recentemente Ralf van Bühren ha messo l’accento sul valore semantico dei forti contrasti nel chiaroscuro. Si potrebbe interpretare la luce luminosa nel dipinto come metafora della misericordia che “aiuta il pubblico a cercarla nella propria vita”. Così i nobili governatori, come committenti della tela, potevano comunicare visibilmente la misericordia come virtù sociale, e anche il senso proprio del suo compito caritatevole.

## Influenze e derivazioni
L'opera del Caravaggio, prima di una serie di tele che realizzerà a Napoli tra il 1606 e il 1610, in occasione di due distinti soggiorni partenopei, si colloca per essere quella da cui ha origine tutto il movimento pittorico naturalista del seicento napoletano, da cui verranno assimilati spunti e influenze sia da pittori contemporanei al Merisi, come Battistello Caracciolo, Carlo Sellitto e Filippo Vitale, sia dalle generazioni successive, come Jusepe de Ribera, Andrea Vaccaro e Aniello Falcone, che sulla scia del maestro lombardo daranno seguito alla sua maniera fino alla seconda metà del secolo.
Oltre all'uso del chiaroscuro caravaggesco e alla maniera di dipingere "dal vero", quindi con persone prese dalla strada, i pittori utilizzarono alcuni elementi distintivi della tela del Pio Monte per riadattarle nelle loro composizioni.

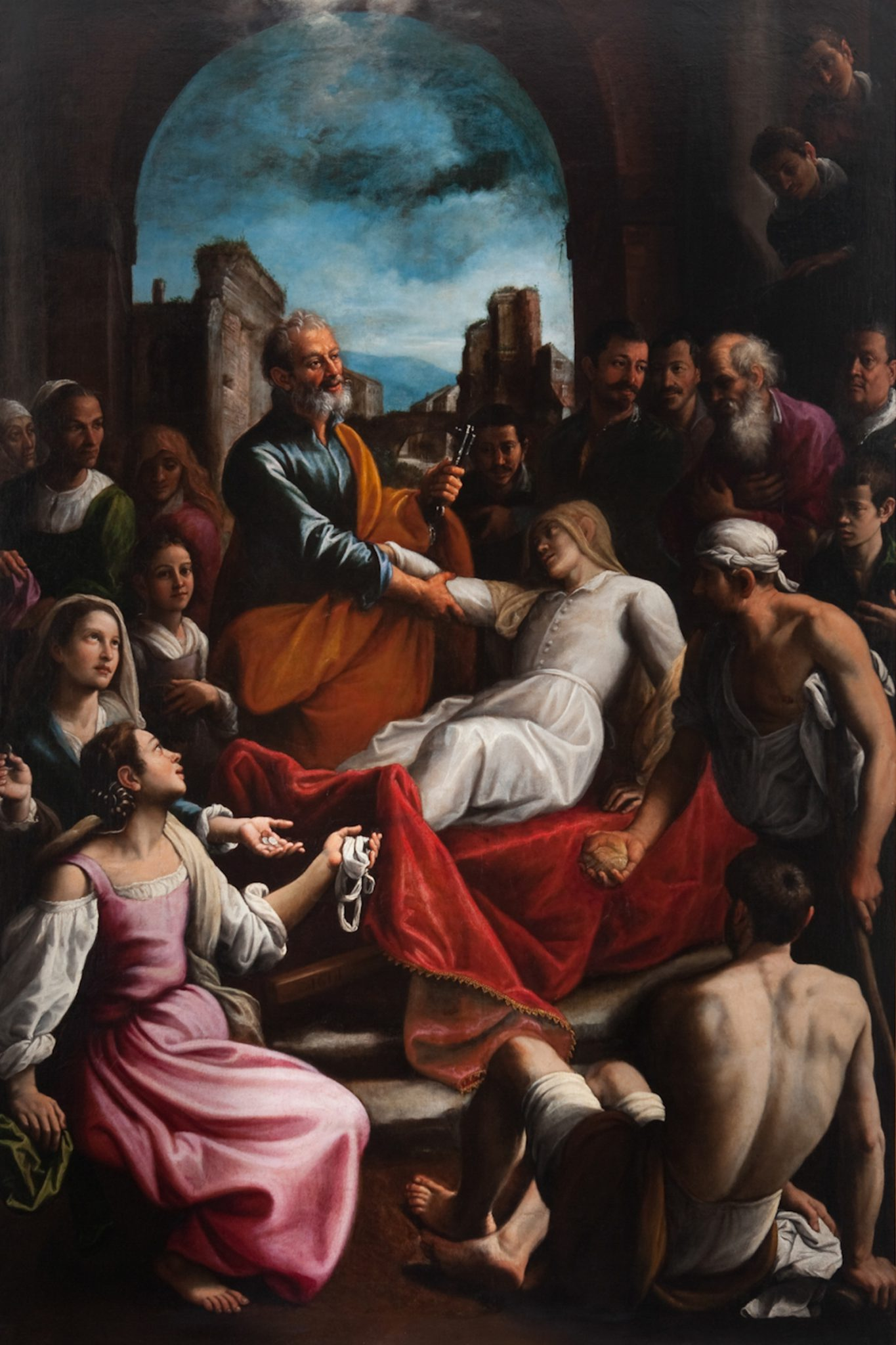
San Pietro resuscita Tabitha, Fabrizio Santafede
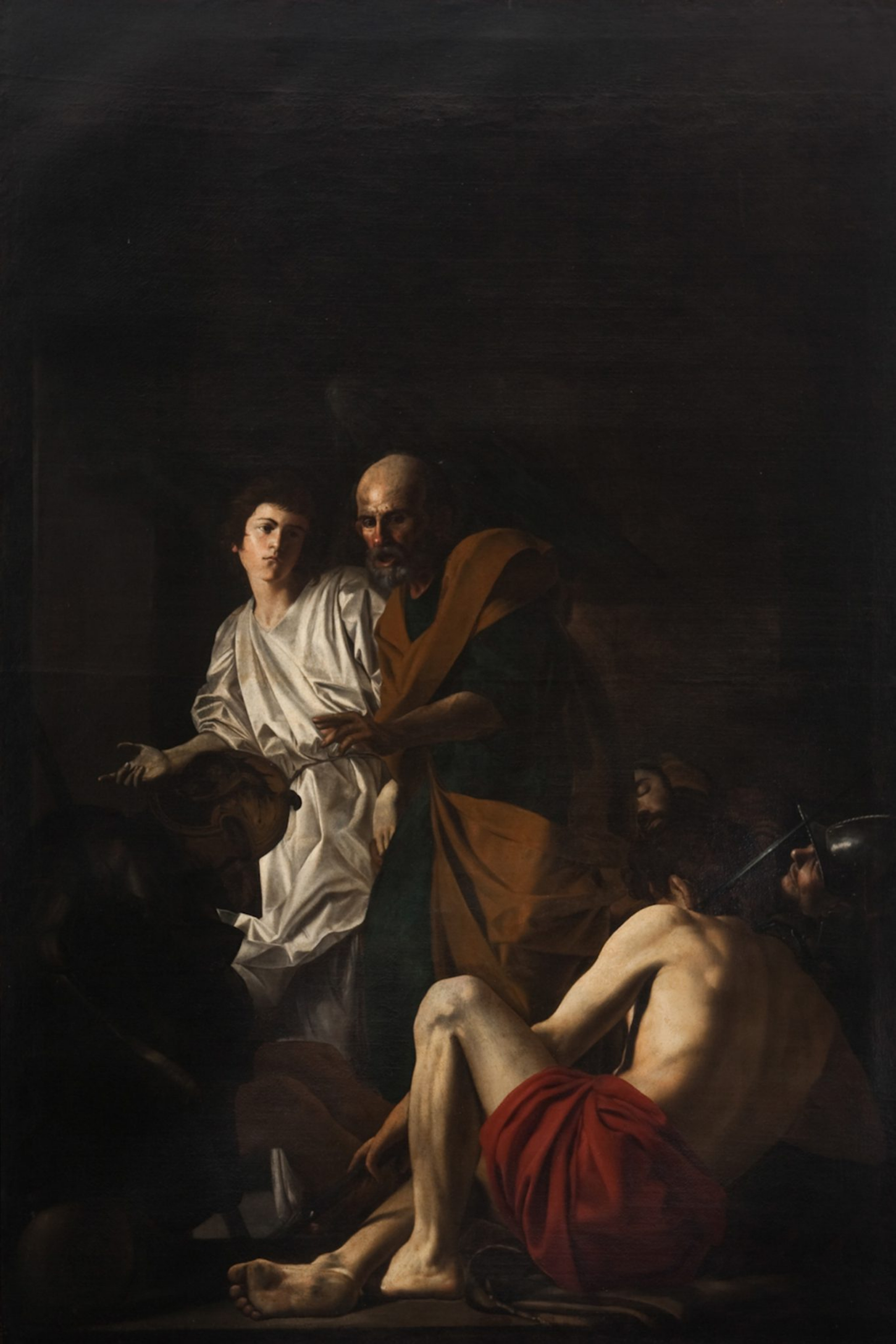
Liberazione di san Pietro, Battistello Caracciolo
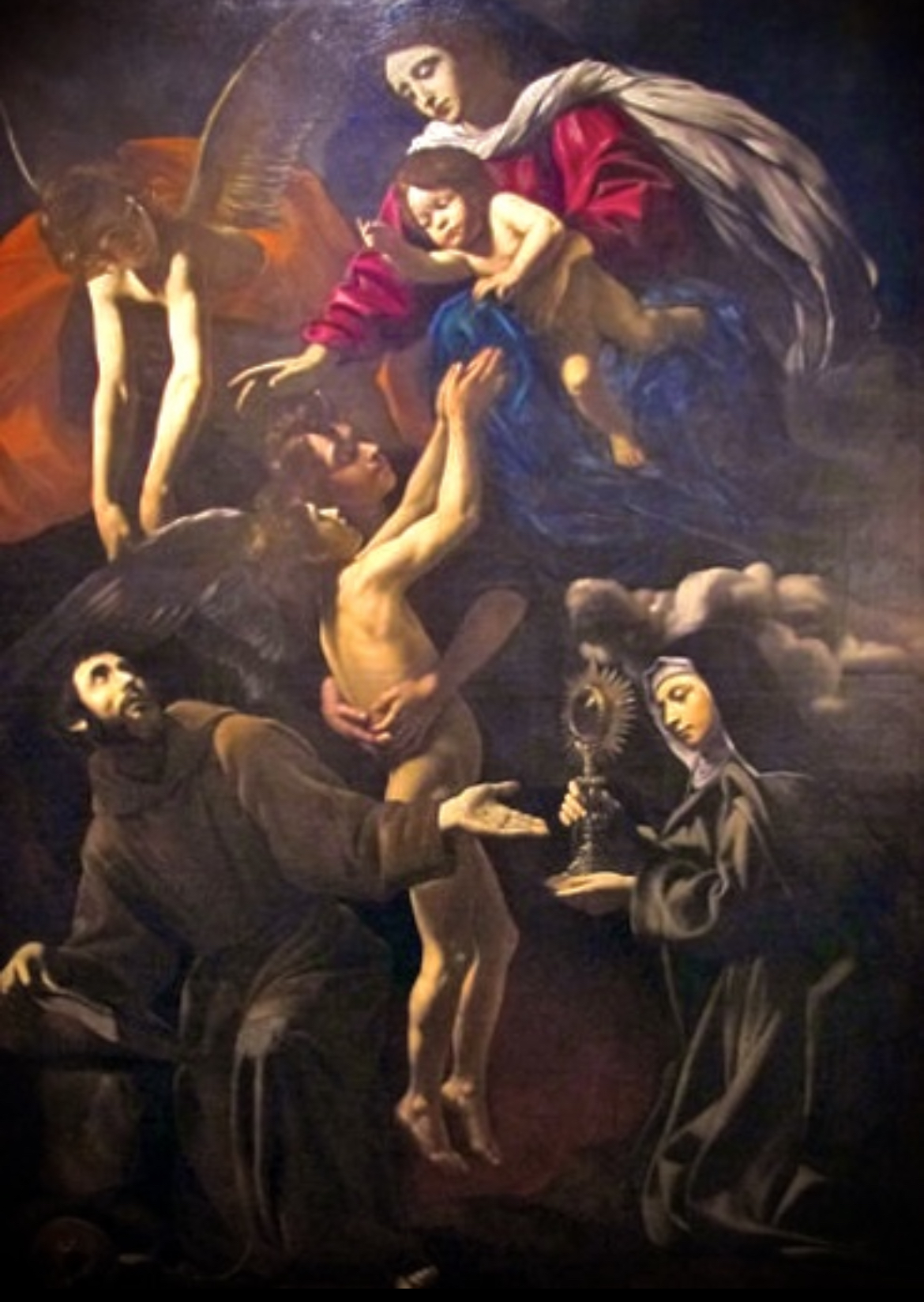
Madonna delle anime purganti, Battistello Caracciolo
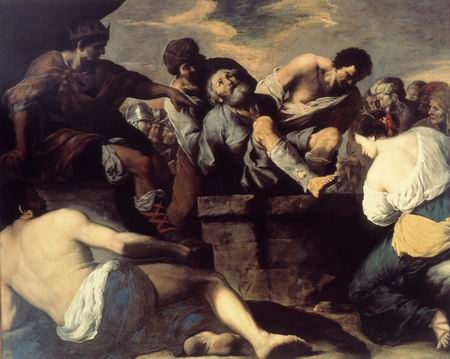
San Gregorio Armeno gettato nel pozzo, Francesco Fracanzano
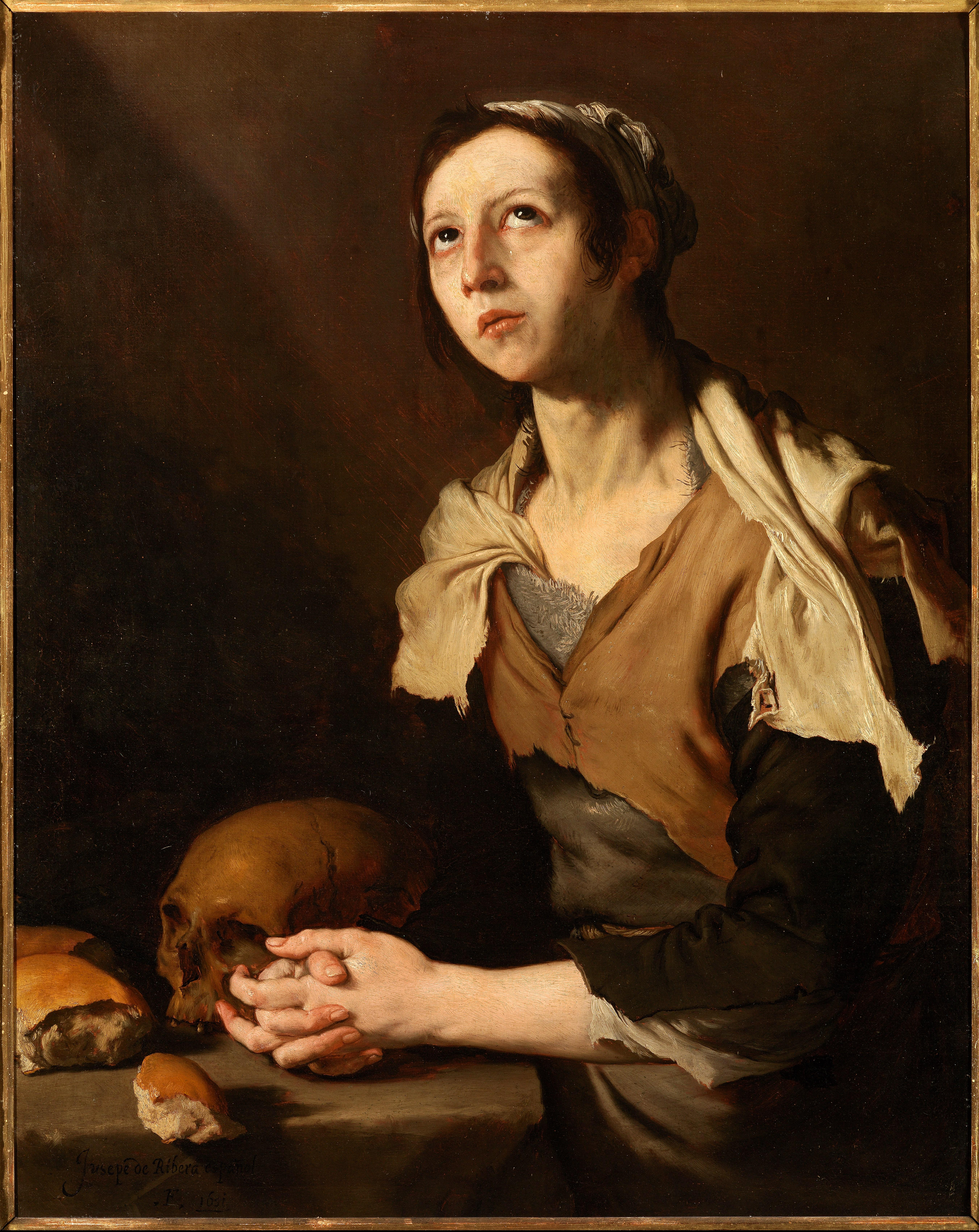
Santa Maria Egiziaca, Jusepe de Ribera